# National Track & Field Hall of Fame
La National Track & Field Hall of Fame è un museo che commemora i protagonisti della storia dell'atletica leggera (Track & Field) statunitense.

## Storia
Questa hall of fame ebbe la sua prima sede a Charleston (Virginia Occidentale), dove venne inaugurata nel 1974. Si trasferì ad Indianapolis nel 1986. Negli anni '90, a causa della scarsa affluenza di visitatori, si trasformò in un museo itinerante, per poi venire chiuso. È stato riaperto nel 2003 nella sua nuova sede permanente a New York.
Possono essere eletti nella Hall of Fame gli ex atleti statunitensi dopo almeno 3 anni dal loro ritiro dalle competizioni; per gli allenatori è necessario avere avuto almeno 20 anni di attività.

## Membri
A fianco di ciascun nominativo è specificato l'anno di nomina nella Hall of Fame. L'elenco è aggiornato al 2012.

### Uomini
- Dave Albritton - 1980
- Horace Ashenfelter - 1975
- Charles Austin - 2012
- Willie Banks - 2000
- James Bausch - 1979
- Bob Beamon - 1977
- Jim Beatty - 1990
- Greg Bell - 1988
- Dee Boeckmann - 1976
- Ralph Boston - 1974
- Don Bowden - 2008
- Don Bragg - 1996
- Dyrol Burleson - 2010
- Lee Calhoun - 1974
- Milt Campbell - 1989
- Bill Carr - 2008
- Henry Carr - 1997
- Ollan Cassell - 2006
- John Carlos - 2003
- Rex Cawley - 2006
- Ellery Clark - 1991
- Roy Cochran - 2010
- Mike Conley - 2004
- Harold Connolly - 1984
- Tom Courtney - 1978
- Ralph Craig - 2010
- Glenn Cunningham - 1974
- William Curtis - 1979
- Willie Davenport - 1982
- Glenn Davis - 1974
- Harold Davis - 1974
- Jack Davis - 2004
- Otis Davis - 2004
- Clarence DeMar - 2011
- Harrison Dillard - 1974
- Arthur Duffey - 2012
- Charles Dumas - 1990
- Ben Eastman - 2006
- Larry Ellis - 2000
- Lee Evans - 1983
- Barney Ewell - 1986
- Ray Ewry - 1974
- John Flanagan - 1975
- Dick Fosbury - 1981
- Greg Foster - 1998
- Jim Fuchs - 2005
- Fortune Gordien - 1979
- Johnny Gray - 2008
- Charles Greene - 1992
- Maurice Greene - 2011
- Archie Hahn - 1983
- Glenn Hardin - 1978
- Bob Hayes - 1976
- Bud Held - 1987
- Jim Hines - 1979
- Bud Houser - 1979
- DeHart Hubbard - 1979
- Larry James - 2003
- Charlie Jenkins - 1992
- Bruce Jenner - 1980
- Lynn Jennings - 2006
- Cornelius Johnson - 1994
- Michael Johnson - 2004
- Rafer Johnson - 1974
- Hayes Jones - 1976
- Johnny Kelley - 1980
- Roger Kingdom - 2005
- Abel Kiviat - 1985
- Alvin Kraenzlein - 1974
- Ron Laird - 1986
- Michael Larrabee - 2003
- Don Lash - 1995
- Henry Laskau - 1997
- Carl Lewis - 2002
- Gerry Lindgren - 2004
- Marty Liquori - 1995
- Dallas Long - 1996
- Henry Marsh - 2002
- Bob Mathias - 1974
- Randy Matson - 1984
- Vincent Matthews - 2011
- Joe McCluskey - 1996
- Patrick McDonald - 2012
- Matt McGrath - 2006
- Earle Meadows - 1996
- Ted Meredith - 1982
- Ralph Metcalfe - 1975
- Rod Milburn - 1993
- Billy Mills - 1976
- Charles Moore - 2000
- Tom Moore - 1988
- Glenn Morris - 2007
- Bobby Joe Morrow - 1975
- Jess Mortensen - 1992
- Edwin Moses - 1994
- Lon Myers - 1974
- Larry Myricks - 2002
- Renaldo Nehemiah - 1997
- Bill Nieder - 2006
- Dan O'Brien - 2006
- Parry O'Brien - 1974
- Al Oerter - 1974
- Harold Osborn - 1974
- Jesse Owens - 1974
- Charley Paddock - 1976
- Mel Patton - 1985
- Eulace Peacock - 1987
- John Pennel - 2004
- André Phillips - 2009
- Mike Powell - 2005
- Steve Prefontaine - 1976
- Joie Ray - 1976
- Greg Rice - 1977
- Bob Richards - 1975
- Arnie Robinson - 2001
- Bill Rodgers - 2000
- Ralph Rose - 1976
- Jim Ryun - 1980
- Alberto Salazar - 2002
- Wes Santee - 2005
- Jackson Scholz - 1977
- Bob Schul - 1991
- Bob Seagren - 1986
- Mel Sheppard - 1976
- Martin Sheridan - 1988
- Frank Shorter - 1989
- Jay Silvester - 1998
- David Sime - 1981
- Robert Simpson - 1974
- Calvin Smith - 2007
- Tommie Smith - 1978
- Andy Stanfield - 1977
- Willie Steele - 2009
- Les Steers - 1974
- Dwight Stones - 1998
- Walter Tewksbury - 1996
- John Thomas - 1985
- Tommy Thomson - 1977
- Jim Thorpe - 1975
- Eddie Tolan - 1982
- Bill Toomey - 1975
- Forrest Towns - 1976
- Craig Virgin - 2011
- Cornelius Warmerdam - 1974
- Bernard Wefers - 2008
- Mal Whitfield - 1974
- Mac Wilkins - 1993
- Archie Williams - 1992
- Randy Williams - 2009
- Rick Wohlhuter - 1990
- Fred Wolcott - 2005
- John Woodruff - 1978
- George Woods - 2007
- Dave Wottle - 1982
- Frank Wykoff - 1977
- George Young - 1981
- Kevin Young - 2006

### Donne
- Evelyn Ashford - 1997
- Joan Benoit - 2004
- Kim Batten - 2012
- Valerie Brisco-Hooks - 1995
- Earlene Brown - 2005
- Chandra Cheeseborough - 1975
- Alice Coachman - 2001
- Joetta Clark - 2009
- Lillian Copeland - 1994
- Mary Decker - 2003
- Gail Devers - 2011
- Babe Didrikson-Zaharias - 1974
- Mae Faggs - 1976
- Barbara Ferrell - 1988
- Jane Frederick - 2007
- Florence Griffith-Joyner - 1995
- Evelyne Hall - 1988
- Doris Brown Heritage - 1990
- Nell Jackson - 1989
- Jackie Joyner-Kersee - 2004
- Francie Larrieu Smith - 1998
- Madeline Manning - 1984
- Mildred McDaniel - 1983
- Edith McGuire - 1979
- Jearl Miles-Clark - 2010
- Louise Ritter - 1995
- Betty Robinson - 1977
- Wilma Rudolph - 1974
- Kate Schmidt - 1994
- Maren Seidler - 2001
- Jean Shiley - 1993
- Helen Stephens - 1975
- Wyomia Tyus - 1980
- Stella Walsh - 1975
- Martha Watson - 1987
- Willye White - 1981